# Ареобинд
Флавий Ареобинд (лат. Flavius Areobindus) — полководец Восточной Римской империи V века.

## Биография
Ареобинд был готом по происхождению, его сын Флавий Дагалайф был консулом в 461 году, а внук Аребионд Дагалайф — в 506 году.
Он принимал участие в войне против персидского царя Бахрама V в чине комита федератов, то есть командира отряда варваров, которые воевали в качестве союзников в римской армии. Он одержал победу над полководцем Артазаном, и после этого был заключён мир.
В 434 году Ареобинд стал консулом с Аспаром. В том же году он был назначен на должность военного магистра Востока. Эту должность Ареобинд занимал до самой своей смерти. В 441 году Ареобинд был избран императором Феодосием II в качестве одного из командиров экспедиции против вандалов в Африке. Однако поход не увенчался успехом, поскольку его лидеры провели впустую время на Сицилии. В 443 году Ареобинд был отправлен вместе с другими полководцами против Аттилы, но он потерпел поражение от царя гуннов. В 447 году он получил звание патриция. В 449 году Ареобинд скончался.
Ареобинд является адресатом двух писем Феодорита Кирского, из которых следует, что он владел землями в Кире и в провинции Евфратисия.